# Bezlist

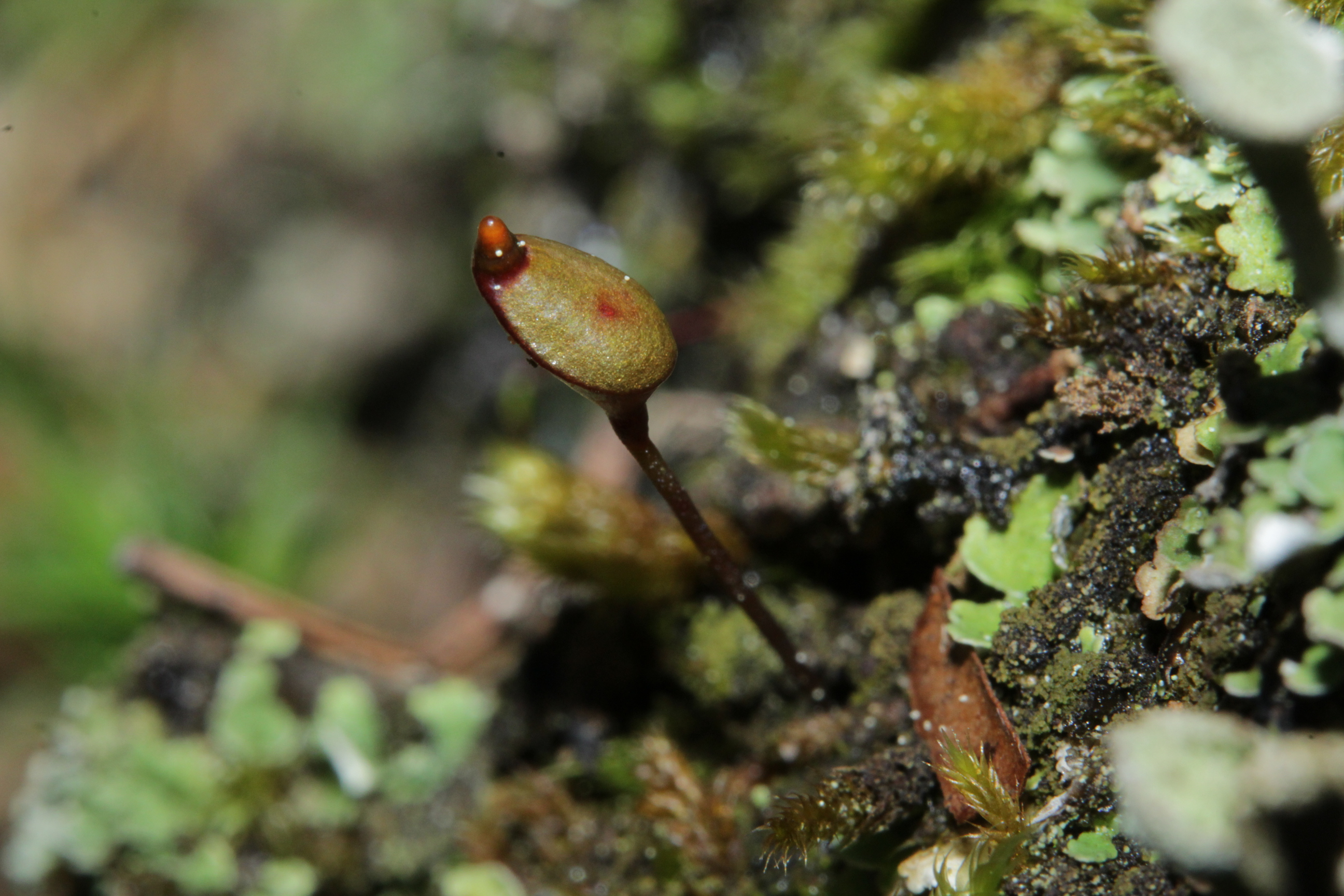
Bezlist zwyczajny

Bezlist (Buxbaumia) – rodzaj mchów (prątników) z monotypowej rodziny bezlistowate Buxbaumiaceace i rzędu bezlistowce Buxbaumiales. Obejmuje 12 gatunków. Rośliny te występują w Eurazji i Ameryce Północnej, w rozproszeniu w strefie tropikalnej oraz w Australii i na wyspach Pacyfiku, w tym Nowej Zelandii. W Polsce rosną dwa gatunki z tego rodzaju – dość częsty, naziemny bezlist zwyczajny B. aphylla i bardzo rzadki, rosnący na starych pniach drzew bezlist okrywowy B. viridis. Ze względu na bardzo silną redukcję gametofitu, rośliny te stają się widoczne po wytworzeniu sporofitu. W tej postaci wyróżniają się charakterystycznymi, skośnymi puszkami zarodni.
Nazwa naukowa tego taksonu upamiętnia niemieckiego botanika Johanna Buxbauma (1693–1730).

## Morfologia
SplątekPodziemny jest przejrzysty, błoniasty, a nadziemny zielony.
GametofitDwupienny i jednoroczny, bardzo silnie zredukowany. Rośliny męskie rozwijają się wprost na splątku, na jego krótkim odgałęzieniu i są bardzo drobne – widoczne tylko pod mikroskopem. Składają się z muszlowatego, bezzieleniowego listka otulającego kulistą plemnię rozwijającą się na zgiętym trzonku. Rośliny żeńskie mają nierozgałęzioną łodyżkę długości do 1 mm zwieńczoną rodnią. Na łodyżce rozwija się kilka jajowatych listków pozbawionych żebra, w dolnej części łodyżki zielonych, w górze bezbarwnych. W miarę dojrzewania sporofitu listki stają się bezbarwne, brunatnieją i zmieniają się w kłębki nitek.
SporofitStosunkowo duży, w porównaniu zwłaszcza do gametofitów – osiąga do 2 cm wysokości. Seta gruba, prosto wzniesiona, szorstka i zwykle czerwonobrązowa. Puszka zarodni jajowata, z górną częścią płaską lub słabo wypukłą i często skośną. Dolna część silnie wypukła. Dodatkowo obie części puszki często zróżnicowane barwnie. Wieczko puszki stożkowate lub naparstkowate. Czepek drobny – okrywa tylko wieczko, gładki i stożkowaty, szybko odpadający. Wewnątrz puszki woreczek zarodnikowy z szeroką kolumienką i dużym przestworem powietrznym oddzielającym go od ściany zarodni. Perystom jest podwójny. Wewnętrzny ma postać silnie sfałdowanej i zwężającej się ku górze błony, a zewnętrzny składa się z pojedynczego lub kilku (do 4) koncentrycznych szeregów ząbków.

## Systematyka
Monotypowy rząd bezlistowce Buxbaumiales M. Fleisch. należy do podklasy Buxbaumiidae Doweld, klasy prątniki Bryopsida Rothm., podgromady Bryophytina Engler, gromady mchy Bryophyta Schimp. Do rzędu należy jedna rodzina – bezlistowate Buxbaumiaceae Schimp. i jeden rodzaj bezlist Buxbaumia Hedw. Dawniej bezlistowce włączano do klasy płonników Polytrichopsida.
Wykaz gatunków
- Buxbaumia aphylla Hedw. – bezlist zwyczajny
- Buxbaumia colyerae Burges
- Buxbaumia himalayensis Udar, S.C. Srivast. & D. Kumar
- Buxbaumia javanica Müll. Hal.
- Buxbaumia minakatae S. Okamura
- Buxbaumia novae-zelandiae Dixon
- Buxbaumia piperi Best
- Buxbaumia punctata P.C. Chen & X.J. Li
- Buxbaumia symmetrica P.C. Chen & X.J. Li
- Buxbaumia tasmanica Mitt.
- Buxbaumia thorsborneae I.G. Stone
- Buxbaumia viridis (DC.) Moug. & Nestl. – bezlist okrywowy